# Terminal de Ómnibus de Bahía Blanca
La Terminal de Ómnibus de la Ciudad de Bahia Blanca  es una importante infraestructura de la ciudad bonaerense de Bahía Blanca, permite el movimiento de pasajeros conectando el norte del país y la región patagónica. La terminal fue inaugurada el 8 de noviembre de 2008.
Se encuentra a unos 2 km de la Estación Bahía Blanca Sud de ferrocarril de larga distancia, que conecta a la ciudad con Buenos Aires.
Consta de un edificio principal que se desarrolla casi íntegramente en planta baja. Dos entrepisos colocados sobre ambas entradas laterales y flanqueados por las torres alojan, uno la administración y el otro los locales de seguridad. Un entrepiso técnico y de seguridad vincula estos sectores y se despliega a lo largo del edificio, permitiendo el acceso a las azoteas.
Independientes del edificio principal el complejo incluye dos cuerpos que contienen el pabellón de servicios, íntegramente en planta baja y la torre de control que, en sus diversos niveles, aloja la cisterna.